# Élections constituantes de 1946 en Indochine française
 (signalé en mai 2025).
Si vous disposez d'ouvrages ou d'articles de référence ou si vous connaissez des sites web de qualité traitant du thème abordé ici, merci de compléter l'article en donnant les références utiles à sa vérifiabilité et en les liant à la section « Notes et références ».
- Archive Wikiwix
- Bing
- Cairn
- DuckDuckGo
- E. Universalis
- Gallica
- Google
- G. Books
- G. News
- G. Scholar
- Persée
- Qwant
- (zh) Baidu
- (ru) Yandex
- (wd) trouver des œuvres sur Wikidata

Les élections constituantes françaises de 1946 se déroulent le 2 juin.

## Mode de scrutin
Un siège de député est prévu pour les citoyens français (les colons) de Cochinchine, mais la situation de guerre sur place ne permet pas la tenue du vote, et elle empêchera d'ailleurs toutes futures élections.